# Parque do Carmo
El Parque do Carmo - Olavo Egydio Setúbal  es un parque municipal situado en el distrito homónimo en la zona este de la ciudad de São Paulo, Brasil.
Con un área aproximada de 1.500.000 metros cuadrados, es el segundo mayor parque urbano del municipio de São Paulo y uno de los mayores de la región metropolitana. Posee una inmensa reserva de Mata Atlántica, así como una vasta fauna y flora.